# Claros
Claros (Greco: Κλάρος, Klaros; Latino: Clarus) fu un antico santuario greco sulla costa della Ionia. Conteneva un tempio ed un oracolo di Apollo, onorato qui come Apollo Clarius. Claros era situato nel territorio di Colofone.